# Ruslan Mingazov
Ruslan Mingazov (Asjabad, Turkmenistán, 23 de noviembre de 1991) es un futbolista turkmeno que juega como centrocampista en el Kitchee S. C. de la Liga Premier de Hong Kong.

## Selección nacional

### Goles con la selección nacional
| Gol | Fecha               | Sede                                            | Oponente | Marcador | Resultado | Competencia                 |
| --- | ------------------- | ----------------------------------------------- | -------- | -------- | --------- | --------------------------- |
| 1.  | 16 de abril de 2009 | Estadio Nacional Maldivas, Malé, Islas Malvinas | Bután    | 4 - 0    | 7 – 0     | Copa Desafío de la AFC 2010 |
| 2.  | 8 de marzo de 2012  | Estadio Halchowk, Katmandú, Nepal               | Maldivas | 1 - 1    | 3 – 1     | Copa Desafío de la AFC 2012 |

## Palmarés

### Títulos nacionales
| Título          | Club              | País    | Año  |
| --------------- | ----------------- | ------- | ---- |
| Virslīga        | Skonto Riga F. C. | Letonia | 2010 |
| Copa de Letonia | Skonto Riga F. C. | Letonia | 2012 |

### Títulos internacionales
| Título                    | Club              | País    | Año     |
| ------------------------- | ----------------- | ------- | ------- |
| Liga Báltica              | Skonto Riga F. C. | Letonia | 2010-11 |
| Copa de Campeones báltica | Skonto Riga F. C. | Letonia | 2011    |